# Anne Wiazemsky
Anne Wiazemsky (Berlino, 14 maggio 1947 – Parigi, 5 ottobre 2017) è stata un'attrice, scrittrice e regista francese.

## Biografia
Anne Wiazemsky nasce da Claire Mauriac (1917-1992), (figlia di François Mauriac premio Nobel per la letteratura) e da Yvan Wiazemsky (1915-1962), diplomatico d'origine aristocratica russa (appartenente alla famiglia dei principi omonimi), emigrato in Francia dopo la rivoluzione del 1917. A quel tempo i genitori abitano a Berlino, poi vanno a Roma (dove nel 1949 nasce il fratello di Anne, Pierre Wiazemsky, illustratore noto con lo pseudonimo di Wiaz), a Montevideo, Ginevra e Caracas, prima di rientrare in Francia nel 1961.
Debutta al cinema nel 1966 con il ruolo da protagonista in Au hasard Balthazar, diretto da Robert Bresson. L'anno successivo interpreta La cinese di Jean-Luc Godard e quello stesso anno sposa il regista, diventandone attrice feticcio e moglie per dodici anni, fino al divorzio, avvenuto nel 1979. Lavora con il marito in Week End - Una donna e un uomo da sabato a domenica, Vento dell'est, Vladimir et Rosa e Crepa padrone, tutto va bene. Alla fine degli anni sessanta lavora anche con importanti autori italiani, come Pier Paolo Pasolini (Teorema e Porcile), Marco Ferreri (Il seme dell'uomo) e Carmelo Bene (Capricci). 
Negli anni ottanta dirada la sua attività cinematografica e dal 1988, con la pubblicazione della raccolta di racconti Des filles bien élevées, intraprende con successo la carriera di scrittrice, vincendo il Prix Goncourt des lycéens per Canines (1993) e il Grand Prix du roman de l'Académie française per Il canto delle rane a Bajgora (Une poignées de gens) (1998). Le sue opere sono state fonte d'ispirazione per il cinema: da Hymnes à l'amour (1996) è stato tratto nel 2003 il film Toutes ces belles promesses di Jean-Paul Civeyrac, da Je m'appelle Elizabeth (2004) l'omonimo film diretto da Jean-Pierre Améris nel 2006 e da Un an après il film Il mio Godard (Le Redoutable) di Michel Hazanavicius nel 2015.
È deceduta il 5 ottobre 2017 in un ospedale di Parigi a causa di un cancro.

## Libri

### Romanzi
- Mon beau navire, Paris: Gallimard, 1989
- Marimé, Paris: Gallimard, 1991
- Canines, Paris: Gallimard, 1993
- Hymnes à l'amour, Paris: Gallimard, 1996
- Une poignée de gens, 1998; trad. di Romana Petri, Il canto delle rane a Bajgora, Milano: Piemme, 2000. ISBN 88-384-4699-7
- Aux quatre coins du monde, Paris: Gallimard, 2001
- Sept garçons, Paris: Gallimard, 2002
- Je m'appelle Élisabeth, Paris: Gallimard, 2004
- Jeune fille, Paris: Gallimard, 2007
- Mon enfant de Berlin, 2009, trad. di Cinzia Poli, La ragazza di Berlino, Roma: e/o, 2010. ISBN 978-88-76419-17-1
- Un année studieuse, 2012, trad. di Silvia Manfredo, Un anno cruciale Roma: e/o, 2013. ISBN 978-88-6632-249-8
- Un an après, Paris: Gallimard, 2015
- Un saint homme, Paris: Gallimard, 2017

### Altro
- Des filles bien élevées, Paris: Gallimard, 1988 (racconti)[4]
- Album de famille, Paris: Éd. du May, 1992 (fotografie)
- Conversation avec Bernardo Bertolucci, in La Nouvelle Revue française, 520, maggio 1996
- Conversation avec Olivier Assayas, in La Nouvelle Revue française, 532, maggio 1997
- Prefazione a Gajto Gazdanov, Dernier voyage, Paris: Mercure de France, 1999
- Les Cafés, Paris: Plume, 2000
- Venise, Paris: Éd. du Chêne, 2001 (con fotografie di Jean-Noël de Soye)
- Les Visiteurs du soir, Paris: Desclée de Brouwer, 2003 (con disegni di Stanislas Bouvier) (racconto per bambini)
- Sales chats, Paris: La Martinière, 2007 (con illustrazioni di Nicolas Vial)
- Adolphe di Benjamin Constant lu par Anne Wiazemsky, Paris: Éd. des Femmes, 2007 (registrazione su 3 cd, durata: 165')
- Photographies, Paris: Gallimard, 2012 (con Gabriel Bauret)
- Nos maisons de famille, Paris: La Martinière, 2012 (con fotografie di Pascaline Marre)
- Prefazione a Maurice Genevoix, Rroû, Paris: La Table Ronde, 2016

## Filmografia

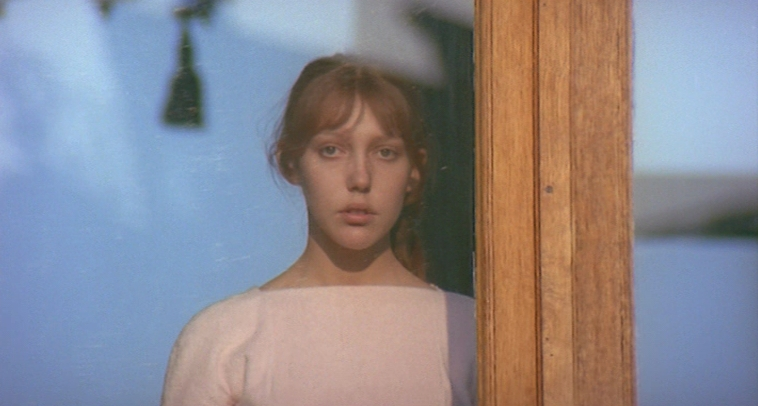
Anne Wiazemsky in Teorema (1968)

- Au hasard Balthazar, regia di Robert Bresson (1966)
- La cinese (La Chinoise), regia di Jean-Luc Godard (1967)
- Lamiel, non accreditata, regia di Jean Aurel (1967)
- Week End - Una donna e un uomo da sabato a domenica (Week End), non accreditata, regia di Jean-Luc Godard (1967)
- Teorema, regia di Pier Paolo Pasolini (1968)
- La banda Bonnot (La Bande à Bonnot), regia di Philippe Fourastié (1968)
- Il seme dell'uomo, regia di Marco Ferreri (1969)
- Les vieilles lunes, regia di David Fahri (1969)
- Les Gauloises bleues, regia di Michel Cournot (1969)
- Porcile, regia di Pier Paolo Pasolini (1969)
- Capricci, regia di Carmelo Bene (1969)
- L'examen du petit, cortometraggio, regia di Edmond Freess (1969)
- Vento dell'est (Le Vent d'est), regia di Gruppo Dziga Vertov e, non accreditati, Jean-Luc Godard, Jean-Pierre Gorin e Gérard Martin (1970)
- L'inchiesta, film TV, regia di Gianni Amico (1971)
- Lotte in Italia, regia di Gruppo Dziga Vertov e, non accreditati, Jean-Luc Godard e Jean-Pierre Gorin (1971)
- Le notti boccaccesche di un libertino e di una candida prostituta (Raphaël ou le débauché), regia di Michel Deville (1971)
- Vladimir et Rosa, non accreditata, regia di Gruppo Dziga Vertov e, non accreditati, Jean-Luc Godard e Jean-Pierre Gorin (1971)
- Crepa padrone, tutto va bene (Tout va bien), regia di Jean-Luc Godard e Jean-Pierre Gorin (1972)
- Le Grand départ, regia di Martial Raysse (1972)
- George qui?, regia di Michèle Rosier (1973)
- Le retour d'Afrique, regia di Alain Tanner (1973)
- Noi due senza domani (Le Train), regia di Pierre Granier-Deferre (1973)
- La vérité sur l'imaginaire passion d'un inconnu, regia di Marcel Hanoun (1974)
- Le pain noir, miniserie TV in 5 episodi, regia di Serge Moati (1974-1975)
- Die Auslieferung, regia di Peter von Gunten (1975)
- Le Mystère Frontenac, film TV, regia di Maurice Frydland (1975)
- La semaine sanglante, regia di Joël Farges (1976)
- Mon Cœur est rouge, regia di Michèle Rosier (1976)
- Guerres civiles en France, episodio "La semaine sanglante", regia di François Barat (1978)
- La passion, film TV, regia di Raoul Sangla (1978)
- Couleur Chair, regia di François Weyergans (1978)
- Don Juan, film TV, regia di Arcady (1978)
- L'Enfant secret, regia di Philippe Garrel (1979)
- Le grand inquisiteur, film TV, regia di Raoul Sangla (1979)
- L'Empreinte des géants, regia di Robert Enrico (1980)
- Même les mômes ont du vague à l'âme, regia di Jean-Louis Daniel (1980)
- L'hôpital de Leningrad, film TV, regia di Sarah Maldoror (1983)
- Le mécène, cortometraggio, regia di Frédéric Compain (1983)
- Grenouilles di Adolfo Arrieta (1983)
- Rendez-vous, regia di André Téchiné (1985)
- Elle a passé tant d'heures sous les sunlights, regia di Philippe Garrel (1985)
- Qui trop embrasse..., regia di Jacques Davila (1986)
- Le testament d'un poète juif assassiné, regia di Frank Cassenti (1987)
- Ville étrangère, regia di Didier Goldschmidt (1988)